# 割山森林公園 天湖森
割山森林公園 天湖森（わりやましんりんこうえん てんこもり）は、富山県富山市（旧婦負郡細入村）割山9-1にある自然公園である。株式会社ほそいりにより運営されている。敷地は14ha、公園内総面積は10.3ha（うち土田池1.7ha）。標高は250m。

## 概要
1994年（平成6年）度から林野庁などの「緑のふるさとふれあいプロジェクト」の指定を受け、その一環として、10.4億円かけて割山に森林公園を建設整備することになった。土田池を中心に、割山周辺の豊かな自然（森林と水辺の空間）を生かした休暇施設を設置するもので、1998年（平成6年）10月13日に愛称が「天湖森」に決定し、1999年（平成11年）4月27日に竣工、開園式が挙行された。
愛称の「天湖森」は、天体観測棟の「天」、土田池の「湖」、森林と水辺植物園の「森」を表し、公園は楽しさが「てんこ盛り」という意味が込められている。富山県内から174点の応募があり、最優秀賞に選ばれた「プラザ天湖森」からとられている。
2022年度から、コロナ後のアウトドア需要を見据え、グランピングエリアやソロキャンプエリアの整備に着手した。
改修工事が完了し、2024年（令和6年）6月1日にリニューアルオープンすることになった。このリニューアルでテニスコートだった場所がグランピングエリア（3区画）に変更され、ドーム形テント、バーベキューテント、バレルサウナが設置された。また、新たにソロキャンプエリア（2区画）が整備されたほか、展望台から通じるジャンボ滑り台が新設された。工事費は約4億9,900万円（同年5月28日時点）。

## 主な施設
- 土田池（釣り池として整備され、ニジマス、ブラックバス、コイ、フナ等の魚が放流されている。釣った魚は後述のバーベキュー棟で焼いて食べることも出来る）[7]
  - ボート乗り場[3]
  - 水辺植物園[3]
- オートキャンプ場（20サイト）[3]
- バンガロー（定員4名程度が7棟）[3]
- バーベキュー棟[3]
- 天体観測棟（口径35cmの望遠鏡を備えた観測ドーム（4m）が1棟）[3]
- フィールドアスレチック[3]
- パークゴルフ場[3]
- 展望台（高さ11m）[3]
- 駐車場（大型車7台、普通車118台）[3]